# Yang Lei (Popsängerin)

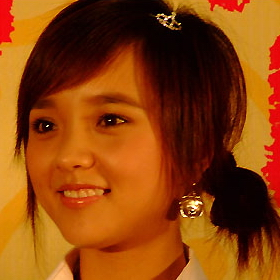
Yang Lei

Yang Lei (chinesisch 陽蕾 / 阳蕾, Pinyin Yáng Lěi; * 12. Oktober 1984 in Sichuan, Volksrepublik China) ist eine chinesische  Popsängerin und Schauspielerin, die schnelle Berühmtheit erlangte, als sie den landesweiten Gesangswettbewerb Super Girl im Jahr 2006 gewann.

## Diskografie
- 2009: The Panda is coming (chinesisch 熊猫来了)

## Filmografie
- 2007: He Was Cool (chinesisch 那小子真帅)
- 2008: Diary of the boys (chinesisch 男生日记)